# Chimborazo
För andra betydelser, se Chimborazo (olika betydelser).
Chimborazo (eller Chimborazzo) är ett 6 267 meter högt berg som ligger i Ecuador, 150 kilometer sydväst om Quito. Den är därmed Ecuadors högsta berg. Det är en utslocknad vulkan. Den förste att bestiga berget var Alexander von Humboldt (1802). Han nådde en höjd av ungefär 5 800 m. Första personen som lyckades nå toppen var engelsmannen Edward Whymper (1880).

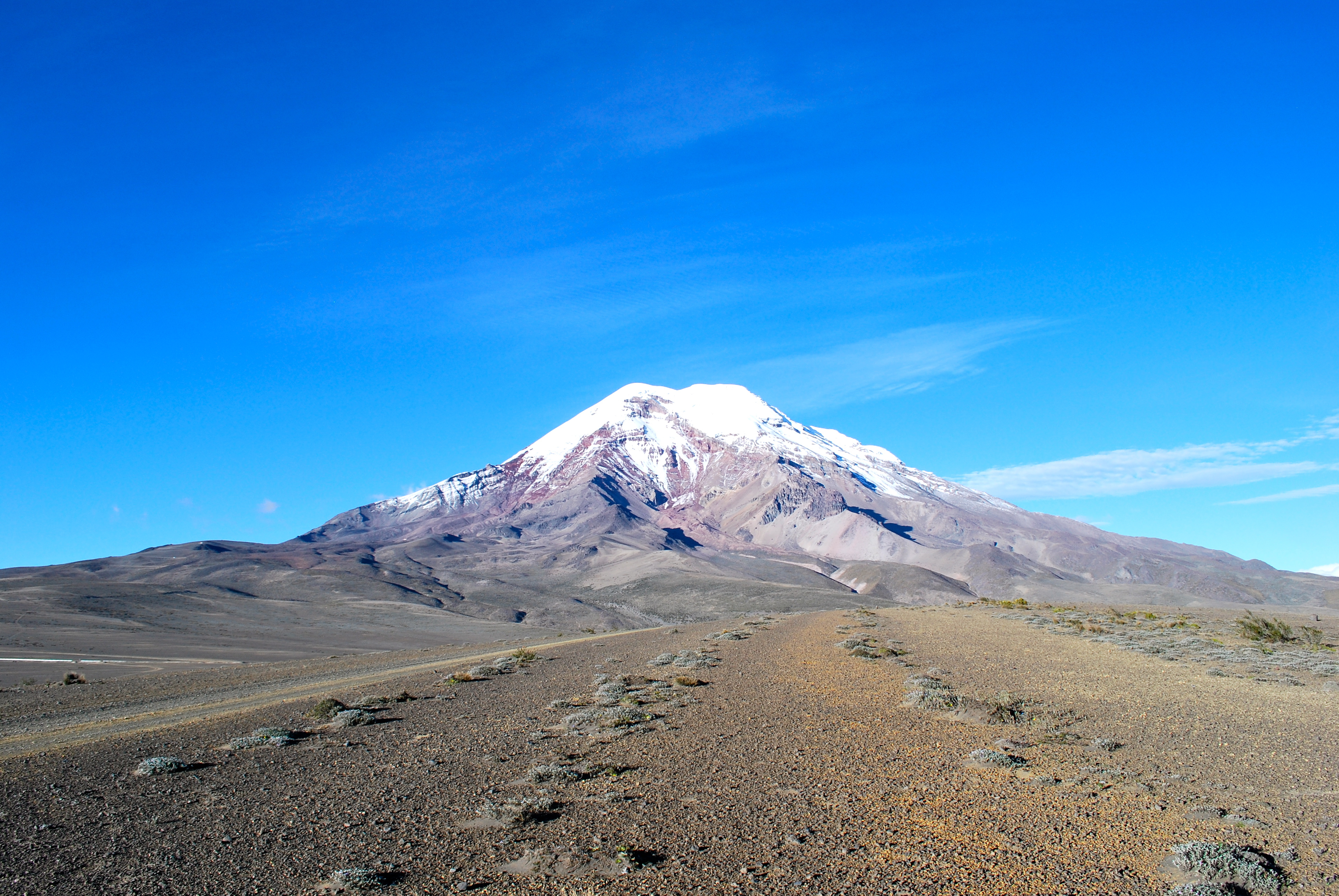
Chimborazos topp, den punkt på jordens yta som befinner sig längst bort från dess kärna.

Chimborazos topp är den punkt på jordens yta som befinner sig längst bort från dess kärna. Även om världens högsta berg Mount Everest och andra berg i Himalaya är högre över havsytan är jordens radie större närmare ekvatorn.
Före 1800-talet ansågs Chimborazo vara världens högsta berg vilket medförde många försök att bestiga toppen. År 1802 under en expedition till Sydamerika försökte den tyske forskningsresanden Alexander von Humboldt tillsammans med Aimé Bonpland och Carlos Montúfar att nå toppen. Utifrån hans beskrivning tycks de ha nått 5 875 meter, där de fick avbryta toppförsöket p.g.a. höjdsjuka. Slutligen blev toppen bestigen av britten Edward Whymper och bröderna Louis och Jean-Antoine Carrel 1880. Dock var det många som inte trodde att de hade nått toppen varför Whymper gjorde ett nytt försök senare detta år tillsammans med David Beltrán och Francisco Campaña varvid han valde en annan rutt.